# Josef Goldmark
Josef Goldmark (15. srpna 1818 Keresztúr – 18. dubna 1881 New York) byl rakouský lékař a politik německé národnosti z Dolních Rakous, během revolučního roku 1848 poslanec Říšského sněmu, později emigroval do USA.

## Biografie
Narodil se v Uhersku v židovské rodině. Vystudoval střední školy v Uhersku, pak přišel do Vídně, kde studoval filozofii a lékařství. Zajímal se i o chemii a patřil mezi objevitele červeného fosforu. V roce 1847 získal titul doktora medicíny. Nastoupil do všeobecné nemocnice. Roku 1849 se uvádí jako Joseph Goldmark, doktor lékařství ve Vídni.
Během revolučního roku 1848 se zapojil do veřejného dění. Jako lékař působil v Akademické legii. Ve volbách roku 1848 byl zvolen i na ústavodárný Říšský sněm. Zastupoval volební obvod Vídeň-Schottenfeld. Tehdy se uváděl coby doktor lékařství. Řadil se ke sněmovní levici. Patřil mezi čtyři poslance Říšského sněmu židovského vyznání.
Jako představitel liberální levice byl po rozpuštění sněmu v roce 1849 na útěku. Později se usídlil ve Spojených státech. Zde založil podnik na výrobu kapslí. Jeho manželka pocházela z Prahy. Zemřel po krátké nemoci na velikonoční pondělí v dubnu 1881 v USA.